# 密棘角鮟鱇
密棘角鮟鱇（学名：Cryptopsaras couesii），又名深海鮟鱇、密刺角鮟鱇為密棘角鮟鱇属的其中一種，分布於全球的熱帶及亞熱帶海域，屬深海魚類，棲息深度可達3085公尺，雄魚體長可達4.3公分，雌魚體長可達44公分，屬肉食性，會寄生在雌魚身上。

## 擴展閱讀
維基物種上的相關：密棘角鮟鱇